# 塞尔河畔圣保罗
塞尔河畔圣保罗（法語：Saint-Paul-de-Serre）是法国多尔多涅省的一个市镇，属于佩里格区。该市镇总面积10.44平方公里，2009年时的人口为260人。

## 人口
塞尔河畔圣保罗人口变化图示